# یارومیرکی
دهکده یارومیرکی [jarɔˈmʲɛrkʲi] در شمال غربی لهستان و در شهرستان مشلیبوژ که جزو استان پومرانی غربی است قرار دارد. این دهکده از لحاظ اداری بخشی از گمینا بارلینک است. این دهکده تقریباً در ۳ کیلومتری (۲ مایل) شمال غربی شهر بارلینک، ۲۴ کیلومتری (۱۵ مایل) شمال شرقی شهر مشلیبوژ و ۶۰ کیلومتری (۳۷ مایل) جنوب شرقی شهر شچچین قرار دارد.